# TKb 10672
TKb 10672 - parowóz przemysłowy wyprodukowany w 1925 roku w Orenstein & Koppel AG, Berlin-Drewitz na zamówienie znajdującej się w okolicach Kutna Cukrowni "Dobrzelin". Został skonstruowany jeszcze według XIX-wiecznych kanonów produkcji, ma m.in. typowe dla firmy Orenstein & Koppel rozwiązania kotła, armatury i podwozia. Zastosowano również charakterystyczny dla maszyn z tych zakładów ogólny kształt i rzucający się w oczy stożkowy komin. Cukrownia przyjęła do eksploatacji lokomotywkę jako "2" i skierowała ją do obsługi swej trzykilometrowej bocznicy łączącej zakład ze stacją kolejową w Żychlinie. Przy tej pracy parowóz przetrwał do około 1975 roku. W kilkanaście lat później, oczekujący złomowania parowozik został podarowany Polskiemu Stowarzyszeniu Miłośników Kolei jako cenny zabytek kultury technicznej. Parowóz TKb 2 jest eksponatem w Parowozowni Skierniewice.